# Antiracotis incauta
Antiracotis incauta är en fjärilsart som beskrevs av Louis Beethoven Prout 1916. Antiracotis incauta ingår i släktet Antiracotis och familjen mätare. Inga underarter finns listade i Catalogue of Life.